# Мендон (Охајо)
Мендон (енгл. Mendon) град је у америчкој савезној држави Охајо.

## Демографија
По попису из 2010. године број становника је 662, што је 35 (-5,0%) становника мање него 2000. године.
| Група             | 2000.       | 2010.       |
| Белци             | 685 (98,3%) | 636 (96,1%) |
| Афроамериканци    | 0 (0,0%)    | 2 (0,3%)    |
| Азијати           | 0 (0,0%)    | 0 (0,0%)    |
| Хиспаноамериканци | 7 (1,0%)    | 11 (1,7%)   |
| Укупно            | 697         | 662         |